# Neodiphyus flavovarius
Neodiphyus flavovarius är en stekelart som först beskrevs av Cresson 1865.  Neodiphyus flavovarius ingår i släktet Neodiphyus och familjen brokparasitsteklar. Inga underarter finns listade i Catalogue of Life.